# 竹野 (製紙)
竹野株式会社（たけの、Takeno Co.,Ltd.）は、大阪府東大阪市に本社を置く、壁紙や台紙などの紙製品、その他業務用機器などの製造販売をおこなう企業である。

## 会社概要
インテリア用の壁紙を中心に、アルバムや台紙、その他ホルダーや手帳、見本帳、証書入れなどの事務用品やノベルティなどを製造している。
主に紙に類する製品や、紙の応用による製品の取り扱いが多く、またオフィス向けの事務製品も多数を占めている。
近年では、紙類製品の製造販売の他、業務用の大型シュレッダーや飲料容器処理機（ペットボトル、缶、紙容器いずれも）などの業務用機器の開発に加え、同社が特許を取得し、漆喰のひび割れを抑止させ質感を保持しつつ、多目的汎用シートとしての役割を持つ「イーシックイ」などのアイデア製品などの販売も多い。